# Жаба італійська
Жаба італійська (Rana latastei) — вид жаб родини жаб'ячих (Ranidae).

## Назва
Вид названо на честь французького герпетолога Фернанда Латасте (1847—1934).

## Поширення
Жаба поширена на Паданській рівнині на півночі Італії, на півдні Швейцарії (де він обмежений невеликою територією в кантоні Тічино), в Словенії і Хорватії (Істрія). Трапляється від рівня моря до 500 м над рівнем моря. Мешкає в дубових та грабових рівнинних лісах, гігрофільних та прибережних лісах.

## Опис
Жаба завдовжки до 7,5 см. Забарвлення червонувато-коричневе з двома помітними темними смугами, які починаються від ніздрі, досягають ока, продовжуються і закривають барабанну перетинку.